# 聖哥傳
《聖☆哥傳》，是中村光的日本漫畫作品，在日本講談社的漫畫雜誌《Morning two》連載中，台灣中文版由東立出版社代理。
本作品在2009年獲得手塚治虫文化獎短篇獎。在2015年SUGOI JAPAN Award「最想向海外介紹的日本流行文化」評選中獲得漫畫部門第9名。

## 故事簡介
本作敘述二大宗教佛教與基督教的創始者——佛陀和耶穌，兩人在度過世紀末後到人間度假，在東京一起租了間公寓過生活的故事。劇情大多圍繞在二人與現代社會的互動以及各種取材自佛教與基督教的題材元素上。

## 登場人物

### 兩位主角
佛陀（佛祖）（聲 - 星野源）
佛教的創始人，和耶穌一起居住在日本的東京。是個擁有螺髪、額頭上有白毫以及長耳垂的青年。由於擁有神力，所以一根根頭髮變成圓型，回復原狀的話則是相當長的普通頭髮。一對長耳垂就算到了夏天也能保持涼爽，曾被醉漢當作是拉環。頭上的白毫一直被小學生和醉漢當作「按紐」，還被耶穌摸他的耳垂來乘涼等以身體特徵來搞笑的梗。這是遭到天界部改造其身體所致。但佛祖只對因為增加十六顆智齒可以幫助消化而感到高興。
在下界的生活都由他負責家事。由於吃素而不作肉類料理。另外因為修行時代有過苦行經驗，所以也會有異常節儉的一面，因此對於特價廣告會相當敏感，就算只是數百圓的東西也斤斤計較，所以常常會責備愛浪費的耶穌。一方面卻非常喜歡家電用品，生日時從耶穌那邊得到石窯蒸氣烤箱時、高興到像是「得到祇園精舍一樣」的程度。
平時相當成熟穩重，不過發怒時，頭上會發光，只要讓他第四次生氣時，似乎會相當可怕（「就算是佛臉也只有三次（事不過三）」）。另外在說出有品德的話時，頭後面也會發光。當相當高興時會引發奇蹟（神變）：所摸到的東西不但會變得相當華麗，還可以讓發出新芽的植物長出花來。
耶穌
聲 - 森山未來
基督教的創始人，和佛祖一起居住在日本的東京。喜歡日本文化，也有經營非常受歡迎的個人部落格。是名直髮、有著鬍鬚、頭上戴著荊棘冠的青年。對於曾被女高中生說長的像強尼·戴普一事感到得意。荊棘冠中內藏GPS和警報器，當警報器響後5秒內，烏列爾就會飛過來。另外當弄溼荊棘之冠時，還會長出葉子出來（浴帽）。
和佛祖相比，相當孩子氣也很開朗、是無論什麼事都能融入其中的人。也有點天然呆。因為這個個性，讓他能夠與小學生到黑道等各種人都能合得來。基本上都會把佛祖耍得團團轉、然後也會有很浪費的一面而老是讓佛祖生氣。
額頭上的聖痕在感到極度的壓力或恐怖時會出血，這時會被天上的住民（天使）以為是耶穌受到迫害而趕過來幫忙。另外從高處落下時也會有天使為他而來。在高興或被戳中笑點時會引發奇蹟。

### 佛教人物

#### 十大弟子
佛祖十大弟子中擔任特別重要角色的人物。當達到無的境界時可以和佛祖一樣浮在空中。不過因為達到無的狀態，所以會變得很沉默或是講話欲言又止。
阿難陀
佛祖的第一弟子，擔任天界會計的青年。也是佛祖的四格漫畫《大徹大悟吧!! 阿難陀!!》的主角。
個性單純開朗而且相當有規矩，會完全無視耶穌的搞笑。因為過於尊敬佛祖，讓他也有點困擾。由於是弟子中最晚悟道之人，所以有優先處理別人的事情的熱心個性，因此接了太多天部的工作，讓他一度過勞而離開過。
羅睺羅
佛祖的兒子。名字有「障礙」之意。住在長輩家裡時，會有因為考慮到主人而睡在廁所的習慣。因此讓耶穌在從佛祖那邊得知其名字的意義前，都以為那是「我愛廁所」的意思。
目連
請佛祖供養自己母親的青年。可說是與現今中元節(日本稱盂蘭盆節)有關。
舍利弗
眼睛細長的青年。被耶穌稱為「頑固的人」。與阿難陀和羅睺羅一起在新年時拜訪佛祖住的地方。為了擔任佛陀與耶穌的駕駛而去考了駕照。
摩訶迦葉（大迦葉（だいかしょう、Mahā-ka-śyapa））
會因為收到佛陀的舊衣而高興得不肯脫下來。

#### 天部
作為佛法的守護神而被加入佛教的印度教神明們。
梵天
佛教天界部的一員，是佛祖的漫畫責任編輯，此外也是佛祖當年弘法時代的推動者。
作為宇宙的原理而以人的姿態存在著。當佛祖開悟時，說服他向人們傳教。在人間時會搭乘叫作韓莎的鵝。
帝釋天
眼睛和臉都很細長的年輕雷神。與梵天一樣有些製作人氣質和許多製作人的特徵及古怪的品味。企圖將阿難陀與約瑟組成團體，喜愛的戰衣（服裝）是亞曼尼西裝。
地藏菩薩（じぞうぼさつ）
設置在 立川競輪場附近的地藏。由於阿難陀被女性們追逐至競輪場附近而相遇。
會適時地為煩惱的阿難陀排解心結，此後阿難陀也會時時造訪，略微向祂訴苦。
弁才天
掌管音樂的女神，在天界召集了許多在人間有名的音樂人組成樂團。負責貝斯。有著會全裸彈琵琶的搖滾性格，作風也很強勢。
因為她在人間召募的音樂人都是英年早逝的天才，所以被佛祖懷疑她是不是故意奪走他們的性命。
因為經常帶著大蛇，讓耶穌怕她到無法對話。
之後負責《大徹大悟吧!! 阿難陀!!》單行本的封面修飾工作，並且因為與房東松田很合得來而會拜訪松田屋。之後於節分時，由於佛祖說出福在內的話，搞錯他的意思而帶了七福神一起拜訪他。

#### 其他
十一面觀音
除了真正的頭外，還有十一個臉孔的菩薩，會用這十一個臉來作評論作為佛祖看電影或戲劇等DVD的參考。也是耶穌所尊敬的部落客「阿麺」，知道這件事的耶穌為了他還親自與他相約見面。
藥師佛
天界的超人氣藥劑師，左手時常拿著的藥壺裡裝著妮維雅的護手霜。將藥壺連同補充包送給想添置家庭藥箱的佛陀。
耶輸陀羅
佛祖之妻。雖是出家人，但每年的情人節還是會送佛祖巧克力。喜歡佛祖豐滿的樣子但遭到他拼命地反抗，所以只好透過天人強迫將巧克力交給他。
不過在白色情人節時，佛祖送給她的則是提拉米蘇和減肥成功的記録。
淨飯王
佛祖之父。名字有「白飯」的意思，非常熱愛白米。由於出生於盛產米的地方，所以會送米給佛祖，不過也會一直要他趕快回來天界。
摩耶夫人
佛祖之母。夢見擁有六隻象牙的白象進入體內而懷孕（順便一提，她從腋下生出佛祖）。買了一座宮殿要佛祖趕快回來。後與聖母瑪利亞成為好友。
難陀婆羅
向脫離苦行的佛祖給予乳粥的女性。由於佛祖在斷食後餓得將乳粥立刻吃完，被她誤以為乳粥是他愛吃的東西，於是在每年的中元節都會送乳粥給佛祖。
但實際上，佛祖並不喜歡乳粥的味道，不過因為不好意思拒絕而一直持續到現在。
目支鄰陀
保護佛祖不會淋雨的大蛇。因為過於巨大，所以讓佛祖害怕會讓衛生所的人看到牠而呼叫鎮暴隊。實際上，下雨時會守護佛祖用絹印作的T恤，這讓他相當感動。而在像是颱風等狀況無法保護佛祖不淋到雨時還會因此進化。
犍陟
佛祖出家時騎的白馬，因為幫助過佛祖而到天界成為神馬。
當佛祖買腳踏車時，因擔心被遺棄，變成附有籠子和七段變速的模樣出現在佛祖面前。之後，在佛祖要幫車子取名時，還會發出馬蹄聲來向佛祖提示自己的存在，似乎對腳踏車有敵意。另外在到海邊時，會化身成海豚出現。
魔羅（第六天魔王）
在佛祖為了悟道而在菩提樹下進入禪定時，為了妨害他的冥想而出現的魔神。本作中則是一名以那伽為原型且下半身為蛇的男性。
提婆達多
阿難陀的哥哥。是因背叛佛祖而出名的人物，只在佛祖的記憶中出現。長相、聲音和弟弟很像，當他變裝成阿難陀時，連佛祖也似乎認不出來。
空海
弘法大師。隨著佛祖和耶穌從ショムジョ引退後、而跟著涅盤。
央掘摩羅
佛祖弟子之一。因為聽說「收集一百根手指就能悟道」的謊言，於是攻擊、切下了九十九人的手指當作項鍊。在想要把佛祖的手指切下來時，佛祖稍微罵了他一下後立刻成為弟子。據佛祖言是個有著最終幻想系列遊戲中背負黑暗過去之主角氣質的美男子。
阿羅邏迦蘭
佛祖出家後最初的老師，在佛祖加入他的教團的幾天後就離開，他本人創立的教團就算過了兩千年也依然存在。會邀請所有的弟子參加忘年會。但氣量有點小，對前來參加的佛祖說了不少冷嘲熱諷的話。
另外他的輪迴似乎還沒結束，現在轉世成螢火蟲。
內臟
阿羅邏迦蘭的弟子，也是佛祖的弟子之一。在修行時，由於被禿鷹啄過被挖出的內臟而得了這個名字。

### 基督教的人物
父親（聖父）
耶穌的父親。是全知全能的聖父，佛祖認為祂與耶穌有著很多相像的地方。
母親（聖母瑪莉亞）
看起來和耶穌差不到幾歲（甚至看起來比他還年輕）。
父親（聖若瑟）
耶穌的養父兼瑪莉亞之夫。雖然是個熱於奉獻的人，但因為害怕耶穌不是自己的兒子也不是神子，所以有一段時間相當神經質。

#### 四大天使
米迦勒
天使中的首領，也是路西法的弟弟。
留著一頭波浪般的長髮。是個在人間被誤認為是傑尼斯偶像的帥哥，也是個貓派。
有點中二病，是一位在唱「彌賽亞」時，會和其他大天使以偶像的姿態跳舞或是想用死亡重金屬的方式來唱讚美歌而現在感十足的人。自己一行人取了相當偶像化的名字——「方舟天使」。打扮則充滿搖滾風。
烏列爾
留著短髪的「破壞天使」。當感到耶穌被迫害時就會趕過來，以炎之劍對迫害的（順便判斷過錯）事物加以制裁。被佛祖看作是保全系統，也是個犬派。
除了制裁外，基本上是個很認真的人，不過也因此不太會看場合，所以會宛如破壞天使般「粉碎一切」而破壞氣氛。另外也會制止興奮到極點而想破壞世界的米迦勒。
拉斐爾
留著長髮的「治癒天使」。只要躺在他的膝蓋下，任何人都能很快入睡，曾為復活前的耶穌作諮詢服務。
個性溫柔開朗而且很在意別人。由於在溫泉旅館中被按摩椅所治癒，而被其他大天使拿來當作笑話。與米迦勒一樣吃驚時會有好像從沒發生過一樣的反應。
加百列
留著短髮，是四人中看起來最年輕的男性。告知瑪莉亞懷了耶穌的事情，從耶穌還是嬰兒時就一直守護他。似乎希望耶穌趕快回到天國，還把回到天界的交通費交給佛祖而間接暗示要耶穌快點回來。另外作通訊業者的守護神而在現世中做著相同的工作。

#### 耶穌的弟子（十二使徒）
耶穌傳教時期的十二名弟子，與佛祖的弟子相較個性比較多樣跟開放，與耶穌之間的關係甚至比較像是哥兒們。
西門彼得
漁夫，也是耶穌的大弟子和安得烈的哥哥。與弟弟一起坐在天國門口的服務台，負責判斷誰該上天堂誰該下地獄。耶穌弟子中最優秀也最樂天的人。對於比他還大的人，愛用年輕人用語。反過來也很怕被討厭，所以過去是位動口前先動手的人。
安得烈(アンデレ)
彼得的弟弟。
與彼得一樣個性都很樂天。講話的方式也都差不多。常與哥哥一起行動。與哥哥一起玩「惡魔獵人」，網名是「安得烈」。
約翰(ヨハネ)
與幫耶穌洗禮的施洗約翰是不同的人。和哥哥雅各（大雅各）合稱「雷子兄弟」。
由於是耶穌弟子中最後一個死亡的人，所以在自己的福音書被寫為「耶穌所愛的門徒」，甚至在講話時當成自己的第一人稱。耶穌雖然對他說「由於神愛世人，所以沒有最愛」，但他本人卻認為「先講先贏」。反過來，對於自己沒有殉教而感到相當後悔。
雅各（大雅各）(ヤコブ（大ヤコブ）)
約翰的哥哥，與弟弟合稱為「雷子兄弟」。和弟弟及其他門徒相比，言行算是穩重。
有溺愛弟弟的一面，不過也認為約翰是從小就有點奇怪的孩子，知道弟弟被漁師兄弟稱為「氨酪酸」的由來，卻沒跟他講。
猶大(イスカリオテのユダ)
因為出賣耶穌而成為背叛者的代名詞。曾因此下過地獄，在那裡和暗殺凱薩的布魯圖斯跟卡西烏斯成了好朋友，他背叛的罪被耶穌發行五張贖罪券(類似捶肩膀券的東西)而獲得赦免，現在與其他弟子的關係相當好。
多馬(トマス)
是個為了確認是本人而會去摸復活的耶穌的傷口，神經很容易被觸動並又極度認真的人。第一次見到佛祖時，就立刻去拉他的耳垂。因此被耶穌評為「第一麻煩的弟子」。
由於個性認真且不太在意他人感受，所以在耶穌向他索取智慧型手機時，立刻就把摩羅邀請過來，並且還不自覺地說出許多中傷魔羅的話。
約翰·馬可
馬可福音的作者。因為「名字很日本化」(馬可:MARCO, 日文譯音マルコ/MARUKO, 跟傳統日本女子名字同音, 也跟櫻桃小丸子的"小丸子"同音),，所以擔任耶穌他們租房子時的保證人。

#### 其他人物
施洗者約翰
幫耶穌進行洗禮的人。雖然要耶穌潛入水中受洗，但因為耶穌怕水，於是只好從頭澆水，成為現在的洗禮。
在耶穌講到施洗約翰因為莎樂美的請求而死時，因此被龍二再次誤會。
路西法
等同於薩麥爾的惡魔，也是米迦勒的哥哥。與米迦勒進行兄弟戰爭（天界大戰）而輸掉。雖然個性比較自我，不過從在拜訪耶穌他們時會拿土產過來、聽到弟弟擔心自己時會流淚等事可見，他也是位個性纖細的人。另外也很愛照顧人，還將傑克南瓜燈介紹給耶穌並拜託他讓傑克與彼得交好。
別西卜
僅次於路西法的惡魔，留著一頭遮住眼睛的柔順長髮，穿著打扮比較女性化，而且喜歡可愛的東西。
曾經帶領自己的蒼蠅眷族襲擊耶穌與佛陀，但在蒼蠅們因主婦補蠅法跟意外出現的聖紋動彈不得時傷心的不得了，之後更被日本多樣化的殺蟲工具嚇到腿軟。但事後因為拿到了佛陀用路西法即興創作的蠅字吉祥物作的拓印T-SHIRT而有點開心。
薩麥爾
在耶穌修行時誘惑他的惡魔。與路西法是相同的存在。對耶穌說「要將世界送給你」來引誘他，但耶穌並沒有興趣，這令他感到困擾。另一方面，耶穌也稱障礙為「撒旦」。由於認為他是恐怖的象徵，所以耶穌說出「能讓他與魔羅成為朋友就好了」。
傑克南瓜燈
戴著南瓜的男子。內在是個長相平凡、短髮而有雀斑的人。對戴著南瓜的他直呼名字的話，他會立刻狂暴起來。本人曰「不戴著面具就完全無法出來」。
原本是個壞人而應該下地獄，不過因為對彼得捏造一個悲傷的愛情故事，使他哭泣而因此復活。但因為第二次的人生卻沒有改邪歸正，而變成天堂地獄都容不下的情形。
（抹大拉的）瑪莉亞
在耶穌談到過去全部弟子全都不信他會復活的回憶中登場，但只有名字出現。如果將她前面的稱號拿掉，會因此與聖母馬莉亞同名而難以區別是誰。
聖瓦倫丁
自稱為「泡菜的守護聖人」的嗜辣派。與佛祖在火鍋派對中認識。
忠犬八公
在天國中成為神犬並且等待主人能早日脫離輪迴。雖然因為對主人的忠誠而對佛祖相當冷淡，但被佛祖稱讚「相當不錯」。
天草四郎
指揮島原之亂的基督徒少年。初次遇到耶穌時，將自己堅持絕對不踏下去的踏繪作為自己信仰的證明而送給耶穌、但因為被耶穌搞錯而變成玄關的地毯。
亞伯拉罕
因為父神的關係似乎常在中元節中送火腿過來。在將兒子以撒當成祭品時，據說因為聽到父神的聲音而停止。並讓聽到這個故事的佛祖疑問說：「他送來的火腿沒問題吧」
馬丁路德
在人間與天界推廣保齡球。保齡球在天界是驅逐惡魔的儀式，後來被網路遊戲「惡魔獵人」取代，路德也因此網遊中毒，連日常生活都會無意識做出點擊滑鼠的手勢。
參孫
舊約聖經中經由頭髮得到怪力的英雄，但其實是對臉部線條沒有自信而留了長髮遮蓋，若把頭髮剪掉就會因在意臉頰曝光而變弱。
摩西
將希伯來人領出埃及時施展分開紅海奇蹟的聖人，常常被耶穌的徒弟及天使們拿「分開」當話柄戲弄，而有點精神障礙。
自暴自棄地註冊了twitter，對所有追蹤者的留言都用「分開吧！」當發語詞回應。
諾亞
在大洪水時奉上帝之諭建造方舟的聖人，非常喜歡動物毛茸茸的感覺，在方舟上度過了夢一般的時光，但也有些神經質的向上帝抱怨過某些動物的外型。
聖德芬(サンダルフォン)
大天使之一。身高有1個世界高度的天使、平常只能看到他腳底、並且因此讓他的腳底成為人気NO.1觀光景點。
保羅(パウロ)
耶穌門人中數一數二的知識分子，下筆必成經典的優雅老紳士，由於新約聖經的內容近半來自他的書信，耶穌曰「寫信給他就像寫信給聖經一樣」。
智慧果實的公司的創業者
某間電腦公司的創業者。最近才來到天国、並且替各部署進行系統化。因此讓業務更有效率，天國之門的值班者還因此增加了吃早餐的時間。

### 其他宗教人物
宙斯
希臘神話的主神。天部為他拍了部爆炸性十足的宣傳影片。
丘比特
負責販賣前往天界的機票，也負責接聽資詢電話的希臘神祇。看來像是天使，但因為是奧林匹斯十二主神的眷屬，所以不受耶穌的威望影響。另外對耶穌的態度也相當粗魯冷淡，曾在電話中讓耶穌連聽20分鍾的等待音樂。然而對自己一方的宙斯跟納西瑟斯卻相當親切熱情。
八百万神
日本神道教中的神。時常會有廁所之神、榻榻米之神等神明檢查佛祖住的地方。因為知道耶穌與佛祖前來渡假，因此為了不要妨礙他們而不報上姓名。在佛祖說出來前，耶穌都沒有注意到他們的存在。雖然說在日本應該有很多他們的存在，但也讓耶穌對一直沒遇到他們感到不可思議。
洛基
北歐神話的惡作劇之神。出沒在立川最近開設的宜家家居分店，不但穿著店內制服還戴著名牌，似乎將店內的擺設樣品屋當成別墅使用的樣子。

### 下界人們
松田太太(松田幸代)
耶穌和佛祖所住的「松田公寓」的房東。是一位有著捲髮、會在包包中放著糖果、有話直說的典型老婆婆。
龍二
背後有佛祖刺青的流氓（黑道大哥）。在市民泳池的桑拿中與耶穌他們認識。
靜子
龍二之妻。有著極道之妻氣息的女性。由於相當顧家，所以和佛祖很合得來。對於耶穌的話每次都會感到震驚。
想要為她的女兒多多磨練出女性氣質，並且希望能因此讓她與好人家結婚。
愛子
龍二和靜子的女兒，小学生。個性調皮而充滿好奇心。和耶穌很合得來，但卻與佛祖約定「將來要成為他的老婆」。
玩具店店長
耶穌打工的玩具店「ことりや」的店長。是位年紀有點大的女性。很親密地稱耶穌為「小耶穌」。由於看到耶穌寫給佛祖的生日卡上寫著「天上天下 唯我獨尊」、而誤以為佛祖是暴走族。
相澤實
19歳，即將上大學的学生。前來挑選上大學的衣服，不過在了解到耶穌和佛祖的時尚感後立刻被嚇跑了。
吉川老師（よしかわせんせい）
是耶穌及佛祖受松田太太請求、培她的孫女參加運動會時遇到的小學老師。在借東西賽跑中、由於耶穌要找「相澤老師」過來、在找不到相澤的情況下，只好要她改名成「相澤」的教名與他一起、因此讓吉川老師誤以為他要求婚形成美麗的誤會。
緒方先生
立川商工会的會長。舉辦H・R大賽，還邀請耶穌與佛祖來參賽，也因為兩人在比賽中大出風頭而邀請他們上DJ阿立的廣播節目。
另外也邀請2人擔任義消。
清志
耶穌的母親瑪莉亞所喜歡的歌手。耶穌曰，她把清志當成孫子般疼愛而喜歡上他。
漫畫中未出現全名，但應是指在演歌界有「演歌王子」之稱的冰川清志。
小学生
把佛祖額頭上的白毫當成「按紐」、喜歡一看到他就偷襲他的小學生們。似乎不是只有一個人，基本上會集體一起偷襲。稱佛祖為「按紐星人」。也會使用暗器（玩具）來攻擊。另外，被佛祖用他的能力將作為觀察日記的牽牛花直接開花而因此作不成。
DJ阿立(DJたっちぃ)
商店街廣播節目「幹勁廣播」的DJ。由於節目沒什麼人氣，除了商店街的人外就沒有聽眾、但由於佛祖在購物時聽到他的廣播而得到晚餐菜單及要買的東西的建議、因此被他當作「導師」「主婦的守護神」「活神仙」所崇拜、並且經常投稿到他的節目。

## 出版書籍
| 卷數 | 講談社         | 講談社                                                  | 講談社         | 東立出版社             | 東立出版社 |
| 卷數 | 發售日期       | ISBN                                                    | 發售日期       | ISBN                   |            |
| ---- | -------------- | ------------------------------------------------------- | -------------- | ---------------------- | ---------- |
| 1    | 2008年1月23日  | ISBN 978-4-06-372662-6                                  | 2011年11月23日 | ISBN 978-986-10-8800-6 |            |
| 2    | 2008年7月23日  | ISBN 978-4-06-372720-3                                  | 2011年12月9日  | ISBN 978-986-10-8801-3 |            |
| 3    | 2009年3月23日  | ISBN 978-4-06-372784-5                                  | 2012年1月6日   | ISBN 978-986-10-8802-0 |            |
| 4    | 2009年10月23日 | ISBN 978-4-06-372842-2                                  | 2012年1月19日  | ISBN 978-986-10-8803-7 |            |
| 5    | 2010年5月24日  | ISBN 978-4-06-372906-1                                  | 2012年2月8日   | ISBN 978-986-10-8804-4 |            |
| 6    | 2010年12月24日 | ISBN 978-4-06-372962-7                                  | 2012年2月23日  | ISBN 978-986-10-8805-1 |            |
| 7    | 2011年10月21日 | ISBN 978-4-06-387026-8                                  | 2012年3月21日  | ISBN 978-986-10-8806-8 |            |
| 8    | 2012年12月3日  | ISBN 978-4-06-387168-5 ISBN 978-4-06-358420-2（特裝版） | 2013年1月31日  | ISBN 978-986-324-547-6 |            |
| 9    | 2013年8月23日  | ISBN 978-4-06-387232-3 ISBN 978-4-06-358461-5（特裝版） | 2013年10月21日 | ISBN 978-986-332-077-7 |            |
| 10   | 2014年5月23日  | ISBN 978-4-06-388334-3 ISBN 978-4-06-362274-4（特裝版） | 2014年8月6日   | ISBN 978-986-365-163-5 |            |
| 11   | 2015年2月23日  | ISBN 978-4-06-388434-0 ISBN 978-4-06-358762-3（特裝版） | 2015年5月22日  | ISBN 978-986-382-882-2 |            |
| 12   | 2015年11月20日 | ISBN 978-4-06-388532-3 ISBN 978-4-06-362317-8（特裝版） | 2016年1月13日  | ISBN 978-986-462-594-9 |            |
| 13   | 2016年10月21日 | ISBN 978-4-06-388654-2 ISBN 978-4-06-362339-0（特裝版） | 2016年12月30日 | ISBN 978-986-482-159-4 |            |
| 14   | 2017年9月22日  | ISBN 978-4-06-510272-5 ISBN 978-4-06-397040-1（特裝版） | 2017年11月22日 | ISBN 978-986-486-889-6 |            |
| 15   | 2018年6月22日  | ISBN 978-4-06-512011-8 ISBN 978-4-06-511313-4（特裝版） | 2018年9月6日   | ISBN 978-957-26-1440-2 |            |
| 16   | 2018年11月22日 | ISBN 978-4-06-513787-1 ISBN 978-4-06-511314-1（特裝版） | 2019年3月22日  | ISBN 978-957-26-2207-0 |            |
| 17   | 2019年7月23日  | ISBN 978-4-06-516515-7 ISBN 978-4-06-516517-1（特裝版） | 2020年2月13日  | ISBN 978-957-26-3925-2 |            |
| 18   | 2020年5月22日  | ISBN 978-4-06-519418-8 ISBN 978-4-06-519417-1（特裝版） | 2020年10月5日  | ISBN 978-957-26-5333-3 |            |
| 19   | 2021年3月23日  | ISBN 978-4-06-522540-0 ISBN 978-4-06-522565-3（特裝版） | 2021年11月1日  | ISBN 978-957-26-6781-1 |            |
| 20   | 2022年7月22日  | ISBN 978-4-06-528557-2 ISBN 978-4-06-528558-9（特裝版） | 2023年4月7日   | ISBN 978-626-7185-26-1 |            |
| 21   | 2024年3月22日  | ISBN 978-4-06-534952-6 ISBN 978-4-06-534953-3（特裝版） | 2024年10月17日 | ISBN 978-626-02-1634-4 |            |
| 22   | 2025年7月23日  | ISBN 978-4-06-540034-0 ISBN 978-4-06-540033-3（特裝版） |                |                        |            |

### 公式導讀
| 卷數 | 標題 | 講談社        | 講談社                 |
| 卷數 | 標題 | 發售日期      | ISBN                   |
| ---- | ---- | ------------- | ---------------------- |
| 1    |      | 2013年4月23日 | ISBN 978-4-06-376815-2 |

## OVA
第8卷特裝版附OVA。收錄内容為『聖☆松田小姐』、『聖☆哥傳』。收錄時間26分。第9卷特裝版附OVA。收錄内容為『耶穌的正月』、『佛祖的正月』。收錄時間15分。

### 製作人員
- 監督 - 高雄統子
- 劇本 - 根津理香
- 人物設計 - 浅野直之
- 美術監督 - 薄井久代
- 色彩設計 - 中尾總子
- 攝影監督 - 佐久間悠也
- 剪接 - 三嶋章紀
- 音樂 - 鈴木慶一、白井良明
- 動畫制作 - A-1 Pictures
- 音響監督 - 長崎行男
- 企劃 - 吉岡富夫、夏目公一朗、新坂純一、植田益朗
- 製作 - SYM製作委員会

## 劇場版動畫
2013年5月10日動畫電影上映。

### 製作人員
- 監督 - 高雄統子
- 劇本 - 根津理香
- 人物設計、總作畫監督 - 浅野直之
- 美術監督 - 薄井久代
- 色彩設計 - 中尾聡子
- 攝影監督 - 佐久間悠也
- 編集 - 三嶋章紀
- 音樂 - 鈴木慶一、白井良明
- 音響監督 - 長崎行男
- 音響効果 - 今野康之
- 美術設計 - 植村淳
- 主任演出 - 神戸守
- 版面監修 - 植村淳
- 動畫製作 - A-1 Pictures
- 製作 - SYM製作委員會（Aniplex、講談社、東寶）
- 配給 - 東寶映像事業部

### 主題曲
- 星野源

## 真人電影
真人電影劇本及監督為福田雄一，山田孝之擔任製作總指揮。並決定由松山研一飾演耶穌、染谷將太飾演佛陀，劇集將於2018年秋季上映。後決定於2024年12月20日上映，劇名為《聖☆哥傳 THE MOVIE〜聖人 VS 惡魔軍團〜》。

### 登場人物
- 耶穌：松山研一
- 佛祖：染谷將太
- 梵天：賀來賢人
- 米迦勒：岩田剛典
- 帝釋天：勝地涼
- 弁才天：白石麻衣
- 仙人：佐藤二朗
- 魔羅：窪田正孝
- 魔羅女兒・長女：山本美月
- 魔羅女兒・次女：櫻井日奈子
- 魔羅女兒・三女：中田青渚
- 女子戰隊・紅：川口春奈
- 女子戰隊・綠：吉柳咲良
- 女子戰隊・黃：田中美久
- 女子戰隊・藍：森日菜美
- 女子戰隊・深藍：安齊星來
- 十一面觀音：仲野太賀
- 約翰：神木隆之介
- 路西法：藤原龍也
- 山田孝之
- 室剛